# Sebadales de Corralejo
Sebadales de Corralejo este o arie protejată (arie specială de conservare — SAC, sit de importanță comunitară — SCI) din Spania întinsă pe o suprafață de 1.946,69 ha, integral marine.

## Localizare
Centrul sitului Sebadales de Corralejo este situat la coordonatele 28°42′31″N 13°49′32″W / 28.7087°N 13.8256°V.

## Înființare
Situl Sebadales de Corralejo a fost declarat sit de importanță comunitară în octombrie 1999 pentru a proteja 3 specii de animale. Situl a fost protejat și ca arie specială de conservare în septembrie 2011.

## Biodiversitate
Situată în ecoregiunile  și marină macaroneziană, aria protejată conține 3 habitate naturale: Recifuri, Peșteri marine scufundate complet sau parțial, Bancuri de nisip acoperite în permanență slab de apă marină.
La baza desemnării sitului se află mai multe specii protejate:
- mamifere (1): delfin mare (Tursiops truncatus)
- reptile (2): Caretta caretta, Chelonia mydas

Pe lângă speciile protejate, pe teritoriul sitului au mai fost identificate 2 specii de plante, 2 specii de mamifere, 16 specii de nevertebrate, 4 specii de pești.